# Pira
För andra betydelser, se Pira (olika betydelser).
Pira är en släkt av vallonskt ursprung etablerad i Sverige vid den vallonska invandringen på 1600-talet.Via Finspångs bruk kom släkten till järnbruken i Uppland som hammarsmeder. Den 31 december 2022 var 145 personer med efternamnet Pira folkbokförda i Sverige.

## Personer med namnet
- Adolf Pira (1869–1924), zoolog
- Folke Pira (1892–1945), militär
- Fredrik Pira (1831–1887), frikyrkoledare, baptist
- Gunnar Pira (1905–1971), ingenjör
- Karl Pira (1868–1957), filosof
- Linda Pira (född 1985), hiphopmusiker
- Olle Pira (1927–2018), inredningsarkitekt
- Sigurd Pira (1875–1949),  kulturhistorisk författare